# Адаптер
Адаптер (или адаптор) е всяко устройство, което прави съвместима връзката между дадена електрическа апаратура или механизми, които не могат да бъдат свързани директно. Понякога се води също и конвертор (от англ. converter). В бита най-често е така наричано захранващото компактно устройство за преобразуване на мрежовото напрежение в по-ниско или постоянно подходящо за определен консуматор. Понякога посочваме устройството адаптер с друго наименование, според неговата основна функция. Голяма част от електрическите адаптери са изградени на базата на преобразуватели на електрическа енергия.
В почти всички захранващи устройства за мрежово напрежение е задължително условието за галванично разделяне на мрежовото и изходното напрежение. Това най-често се постига с трансформатори от различни типове.

## Видове адаптери според предназначението
- С трансформатор и често заедно с токоизправител (класически вид)
- импулсно захранване
- Регулируем
- Стабилизиращ
- Преходен (приставка)
- Защитен (от пренапрежение)
- Разкодиращ и кодиращ – (пример: мрежов адаптер)
- Преобразуващ сигнали – (пример: видео адаптер)

## Основни параметри на адаптер за електрическа мрежа
Input (за всички)
- Входно напрежение и честота.

- Входен ток на празен ход.
- Допустимо прегряване.
- Степен на защита.
- Вид на сигнала.

Output (при понижаващ напрежението)
- Изходно напрежение.
- Максимален ток на консумация на изхода.
- Изходна мощност.
- Поляритет на изводите.